# Hureaulita
La hureaulita és un mineral de la classe dels fosfats, que pertany i dona nom al grup de la hureaulita. Rep el nom per la localitat tipus, el llogaret d'Hureaux, al departament de l'Alta Viena, a França. S'ha utilitzat una marca diacrítica en el nom "huréaulite", però la ciutat no fa servir una marca diacrítica en el seu nom.

## Característiques
La hureaulita és un fosfat de fórmula química Mn²⁺₅(PO₃OH)₂(PO₄)₂(H₂O)₄. Es tracta d'una espècie aprovada per l'Associació Mineralògica Internacional, i publicada per primera vegada el 1825. Cristal·litza en el sistema monoclínic. La seva duresa a l'escala de Mohs és 5.
Segons la classificació de Nickel-Strunz, la hureaulita pertany a «08.CB - Fosfats sense anions addicionals, amb H₂O, només amb cations de mida mitjana, RO₄:H₂O = 1:1» juntament amb els següents minerals: serrabrancaïta, sainfeldita, vil·lyael·lenita, nyholmita, miguelromeroïta, fluckita, krautita, cobaltkoritnigita, koritnigita, yvonita, geminita, schubnelita, radovanita, kazakhstanita, kolovratita, irhtemita i burgessita.

## Formació i jaciments
Va ser descoberta a Les Hureaux, a la localitat de Saint-Sylvestre, dins el departament de l'Alta Viena (Nova Aquitània, França). Tot i tractar-se d'una espècie no gaire habitual ha estat descrita en tots els continents del planeta a excepció de l'Antàrtida.